# Jacek Niedźwiedzki
Jacek Niedźwiedzki, né le 7 juin 1951 à Sopot et mort le 27 octobre 2021, est un joueur de tennis polonais.

## Biographie
Joueur de tennis amateur, il a disputé une quinzaine de tournois professionnels au cours des années 1970 et s'est distingué en 1976 en remportant celui de Barcelone en double avec Wojtek Fibak. Il s'est également qualifié pour le tournoi de Roland-Garros en 1975.
Il fut dix fois champion de Pologne, principalement en double. En 1975, il est finaliste en championnat national contre Wojtek Fibak tandis que l'année suivante, il s'incline contre Tadeusz Nowicki. Il a représenté la Pologne en Coupe Davis à neuf occasions entre 1971 et 1977. Après cette date, il quitte son pays et s'installe en Autriche où il entraîne les équipes nationales de Coupe Davis et de Fed Cup. Il prend aussi en charge l'équipe du Bahreïn de Coupe Davis puis fonde une école de tennis à Sopot.

## Palmarès

### Finale en simple messieurs
| No | Date       | Nom et lieu du tournoi    | Catégorie  | Dotation | Surface    | Vainqueur   | Score    |  |
| -- | ---------- | ------------------------- | ---------- | -------- | ---------- | ----------- | -------- |  |
| 1  | 26-12-1976 | Zurich Grand Prix, Zurich | Grand Prix | 25 000 $ | Dur (int.) | Jan Norbäck | 7-5, 6-2 |  |

### Titre en double messieurs
| No | Date       | Nom et lieu du tournoi                   | Catégorie | Surface  | Partenaire   | Finalistes   | Score                        |          |  |
| -- | ---------- | ---------------------------------------- | --------- | -------- | ------------ | ------------ | ---------------------------- | -------- |  |
| 1  | 05-04-1976 | Tournoi de tennis de Barcelone Barcelone |           | 30 000 $ | Terre (ext.) | Wojtek Fibak | Colin Dowdeswell Peter Kronk | 6-2, 6-3 |  |

## Parcours dans les tournois duGrand Chelem

### En simple
| Année | Open d'Australie | Open d'Australie | Internationaux de France | Internationaux de France | Wimbledon | Wimbledon | US Open | US Open |
| ----- | ---------------- | ---------------- | ------------------------ | ------------------------ | --------- | --------- | ------- | ------- |
| 1975  | —                | —                | 1er tour (1/64)          | J. Fillol                | —         | —         | —       | —       |

N.B. : à droite du résultat se trouve le nom de l'ultime adversaire.